# Leskhoz (Krasnodar)
|  | Per a altres significats, vegeu «Leskhoz». |

Leskhoz - Лесхоз (rus) és un poble (un possiólok) del krai de Krasnodar, a Rússia. Es troba a la plana que hi ha prop de la vora esquerra del riu Kuban. És a 16 km al nord de Novokubansk i a 149 km a l'est de Krasnodar.
Pertany al poble de Kovalévskoie.